# Жилищный кодекс Российской Федерации
Жилищный кодекс Российской Федерации (ЖК РФ) — кодифицированный нормативный акт, являющийся основным источником жилищного права в России, регулирующий отношения, связанные с жилыми и нежилыми помещениями, их использованием, жилищными правами граждан Российской Федерации.

## История
До декабря 2004 года в России действовал Жилищный кодекс РСФСР, принятый в 1984 году. Устаревшие положения «старого» кодекса не соответствовали требованиям времени и сформировавшейся в стране правовой, экономической и политической ситуации. В стране началась реформа жилищного законодательства.
Новый Жилищный кодекс РФ был введён в действие с 1 марта 2005 года в соответствии с Федеральным законом «О введении в действие Жилищного кодекса Российской Федерации». С введением в действие Жилищного кодекса РФ утратили силу ЖК РСФСР, законы «Об основах федеральной жилищной политики» и «О товариществах собственников жилья», признаны недействующими на территории РФ Основы жилищного законодательства Союза ССР и союзных республик 1981 года, так как в этих актах имелись положения, противоречащие новому ЖК РФ.

## Структура Жилищного кодекса
Жилищный кодекс состоит из десяти разделов, девятнадцати глав и 202 статей

### Раздел I. Общие положения
- Глава 1. Основные положения. Жилищное законодательство
- Глава 2. Объекты жилищных прав. Жилищный фонд
- Глава 3. Перевод жилого помещения в нежилое помещение и нежилого помещения в жилое помещение
- Глава 4. Переустройство и перепланировка жилого помещения

### Раздел II. Право собственности и другие вещные права на жилые помещения
- Глава 5. Права и обязанности собственника жилого помещения и иных проживающих в принадлежащем ему помещении граждан
- Глава 6. Общее имущество собственников помещений в многоквартирном доме. Общее собрание таких собственников

### Раздел III. Жилые помещения, предоставляемые по договорам социального найма
- Глава 7. Основания и порядок предоставления жилого помещения по договору социального найма
- Глава 8. Социальный наем жилого помещения

### Раздел III.1. Жилые помещения, предоставляемые по договорам найма жилых помещений жилищного фонда социального использования
- Глава 8.1. Наем жилого помещения жилищного фонда социального использования
- Глава 8.2. Предоставление жилых помещений по договорам найма жилых помещений жилищного фонда социального использования

### Раздел III.2. Наемные дома
- Статья 91.16. Наемный дом
- Статья 91.17. Установление и изменение цели использования здания в качестве наемного дома, прекращение использования здания в качестве наемного дома
- Статья 91.18. Учет наемных домов социального использования
- Статья 91.19. Государственная, муниципальная и (или) иная поддержка для создания, эксплуатации наемного дома социального использования
- Статья 91.20. Управление наемным домом

### Раздел IV. Специализированный жилищный фонд
- Глава 9. Жилые помещения специализированного жилищного фонда
- Глава 10. Предоставление специализированных жилых помещений и пользование ими

### Раздел V. Жилищные и жилищно-строительные кооперативы
- Глава 11. Организация и деятельность жилищных и жилищно-строительных кооперативов
- Глава 12. Правовое положение членов жилищных кооперативов

### Раздел VI. Товарищество собственников жилья
- Глава 13. Создание и деятельность товарищества собственников жилья
- Глава 14. Правовое положение членов товарищества собственников жилья

### Раздел VII. Плата за жилое помещение и коммунальные услуги
- Статья 153. Обязанность по внесению платы за жилое помещение и коммунальные услуги
- Статья 154. Структура платы за жилое помещение и коммунальные услуги
- Статья 155. Внесение платы за жилое помещение и коммунальные услуги
- Статья 156. Размер платы за жилое помещение
- Статья 156.1. Плата за наем жилого помещения по договору найма жилого помещения жилищного фонда социального использования
- Статья 157. Размер платы за коммунальные услуги
- Статья 157.1. Ограничение повышения размера вносимой гражданами платы за коммунальные услуги
- Статья 158. Расходы собственников помещений в многоквартирном доме
- Статья 159. Предоставление субсидий на оплату жилого помещения и коммунальных услуг
- Статья 160. Компенсации расходов на оплату жилых помещений и коммунальных услуг

### Раздел VIII. Управление многоквартирными домами
- Статья 161. Выбор способа управления многоквартирным домом. Общие требования к деятельности по управлению многоквартирным домом
- Статья 161.1. Совет многоквартирного дома
- Статья 162. Договор управления многоквартирным домом
- Статья 163. Управление многоквартирным домом, находящимся в государственной или муниципальной собственности
- Статья 164. Непосредственное управление многоквартирным домом собственниками помещений в таком доме
- Статья 165. Создание условий для управления многоквартирными домами

### Раздел IX. Организация проведения капитального ремонта общего имущества в многоквартирных домах
- Глава 15. Общие положения о капитальном ремонте общего имущества в многоквартирных домах и порядке его финансирования
- Глава 17. Формирование фондов капитального ремонта региональным оператором. Деятельность регионального оператора по финансированию капитального ремонта общего имущества в многоквартирных домах
- Глава 18. Проведение капитального ремонта общего имущества в многоквартирном доме

### Раздел X. Лицензирование деятельности по управлению многоквартирными домами
- Глава 19. Лицензирование деятельности по управлению многоквартирными домами
- Статья 192. Лицензирование деятельности по управлению многоквартирными домами
- Статья 193. Лицензионные требования
- Статья 194. Порядок принятия решения о предоставлении лицензии или об отказе в предоставлении лицензии
- Статья 195. Реестры информации, содержащие сведения о лицензировании деятельности по управлению многоквартирными домами
- Статья 196. Порядок организации и осуществления лицензионного контроля
- Статья 197. Порядок информирования органов местного самоуправления, собственников помещений в многоквартирном доме и иных заинтересованных лиц о решениях, принятых лицензионной комиссией и органом государственного жилищного надзора
- Статья 198. Порядок размещения лицензиатом сведений о многоквартирных домах, деятельность по управлению которыми осуществляет лицензиат. Основания и порядок внесения сведений о многоквартирном доме в реестр лицензий субъекта Российской Федерации, исключения сведений о многоквартирном доме из указанного реестра
- Статья 199. Аннулирование лицензии и прекращение её действия
- Статья 200. Прекращение деятельности по управлению многоквартирными домами в связи с исключением сведений о многоквартирном доме из реестра лицензий субъекта Российской Федерации, прекращением действия лицензии или её аннулированием
- Статья 201 .Лицензионная комиссия
- Статья 202. Квалификационный аттестат